# 坂本村 (茨城県)
坂本村（さかもとむら）は茨城県久慈郡にかつて存在した村である。

## 地理
- 現在の日立市の南部に位置する。
- 村域のほとんどが平地になっている。
- 村は久慈川の河口付近に位置している。

## 歴史

### 村域の変遷
- 1889年（明治22年）4月1日 - 町村制施行により、大和田村・茂宮村・石名坂村・南高野村が合併し久慈郡坂本村が発足。
- 1955年（昭和30年）2月15日 - 久慈町・東小沢村・中里村・多賀郡多賀町・日高村ととも日立市に編入され、消滅。

変遷表
| 1868年 以前 | 1868年 以前 | 明治22年 4月1日 | 昭和30年 2月15日 | 現在   |
| ----------- | ----------- | --------------- | ---------------- | ------ |
|             | 大和田村    | 坂本村          | 日立市 に編入    | 日立市 |
|             | 茂宮村      | 坂本村          | 日立市 に編入    | 日立市 |
|             | 石名坂村    | 坂本村          | 日立市 に編入    | 日立市 |
|             | 南高野村    | 坂本村          | 日立市 に編入    | 日立市 |

## 大字
- 大和田（おおわだ）
- 茂宮（もみや）
- 石名坂（いしなざか）
- 南高野（みなみこうや）

## 人口・世帯

### 人口
総数 [単位： 人]
| 1891年（明治22年） | 1,905 |
| 1920年（大正 9年） | 1,975 |
| 1935年（昭和10年） | 2,131 |
| 1950年（昭和25年） | 2,706 |
| 1954年（昭和29年） | 2,680 |

### 世帯
総数 [単位： 世帯]
| 1920年（大正 9年） | 429 |
| 1935年（昭和10年） | 393 |
| 1950年（昭和25年） | 479 |
| 1954年（昭和29年） | 491 |

## 交通

### 鉄道
- 日立電鉄
  - 日立電鉄線（2005年4月1日に廃止）
    - 南高野駅 - 茂宮駅 - 大橋駅

※大橋駅跡には坂本村農業倉庫が現存している。

### 道路
- 一級国道
  - 国道6号（陸前浜街道）